# Dies ist mein Land
Dies ist mein Land (Originaltitel This Land Is Mine) ist ein US-amerikanisches Kriegsdrama von Jean Renoir aus dem Jahr 1943. Charles Laughton verkörpert einen sanftmütigen, ängstlichen Schullehrer in einer von den Nazis während des Zweiten Weltkriegs besetzten französischen Stadt, der eine Wandlung vollzieht und schließlich mutig das ausspricht, was viele denken, sich aber nicht zu sagen wagen. Maureen O’Hara spielt seine mutige Kollegin, in die er heimlich verliebt ist. Tragende Rollen sind mit George Sanders, Walter Slezak, Kent Smith und Una O’Connor besetzt.
Der Film wurde mit einem Oscar in der Kategorie „Bester Ton“ ausgezeichnet.

## Handlung
Der Lehrer Albert Lory lebt zusammen mit seiner besitzergreifenden und oft überheblich auftretenden Mutter Emma in einer von der deutschen Wehrmacht besetzten französischen Stadt. Eines Tages schiebt man ihnen eine Kopie der am Rathaus gehissten Flagge des nationalsozialistischen Deutschlands unter der Tür hindurch, die mit einer Kopie des Widerstandspapier Liberty versehen ist, einem Flugblatt, das sich gegen die Naziherrschaft richtet. Obwohl seine Mutter Albert drängt, das Papier zu vernichten, bewahrt der Lehrer es auf.
Lory ist heimlich in seine Kollegin Louise Martin verliebt, die sich ebenso wie ihr Bruder Paul der deutschen Besatzung mutig entgegenstellt. Indes werden Albert und Louise in der Schule damit konfrontiert, dass Henry Manville, der Bürgermeister der Stadt, Professor Sorel, den Schulleiter, angewiesen hat, die Werke von Platon und Aristoteles aus den Geschichtsbüchern zu tilgen. Als Albert seine Schüler anweist, die nach Meinung der deutschen Besatzung beleidigenden Seiten aus den Büchern herauszureißen, schwört Louise, dass sie die Seiten eines Tages wieder in die Bücher einfügen werde. Die Kooperationsbereitschaft Alberts ist ihr zuwider.
Als ein Bombenangriff der Alliierten die Stadt bedroht, gibt Albert im Schutzkeller der Schule ein klägliches Bild ab, während Louise mutig bleibt und ihre Schüler mit Singen ablenkt. Später gesteht Albert seinem Freund Sorel, dass er wisse, dass er ein Feigling ist, woraufhin Sorel ihn bittet, für die Kinder stark zu sein und ihnen zu vermitteln, dass ein Mensch seine Würde behalten und Respekt für die Freiheit zeigen müsse.
Als auf dem Bahnhof ein Zug sabotiert wird, bittet Kommandant Major von Keller den Leiter des Bahnhofs George Lambert, ihm die Namen der Saboteure zu nennen. Lambert, der mit Louise verlobt ist, ist ein geheimer Mitarbeiter der deutschen Führung, da er mit dem Regime sympathisiert. Nur wenig später wirft Paul eine Granate auf eine Gruppe deutscher Soldaten, die unter der Führung von Kellers einen Zug gebildet haben. Über die Dächer der Stadt gelingt ihm die Flucht zum Hof der Lorys. Von Keller hat inzwischen neben Sorel neun weitere Menschen als Geiseln genommen und verkündet, dass alle erschossen werden würden, wenn derjenige, der die Granate geworfen hat, sich nicht melde. Als Louise ihren Verlobten Lambert von Sorels Verhaftung und der Ankündigung von Kellers unterrichtet, muss sie fassungslos erleben, dass dieser die Verlobung mit ihr löst und ihr erklärt, dass Sabotage ein Akt der Feigheit sei.
An diesem Abend isst Albert bei Louise und will ihr gerade sein Liebe gestehen, als sie Polizeisirenen heulen hören, während Paul sich ins Haus schleicht. Als kurz darauf deutsche Soldaten eine Befragung durchführen, bestätigt Albert Pauls Aussage, dass er zur Zeit des Anschlags im Haus gewesen sei. Albert wird ohne weitere Angabe von Gründen von den Deutschen mitgenommen, die bei seiner Durchsuchung auf das Widerstandspapier Liberty stoßen. Als Emma Lory davon erfährt, reagiert sie hysterisch und erzählt Lambert von Pauls verdächtigem Verhalten. Dieser informiert den Bürgermeister und dieser wiederum von Keller. Obwohl Lambert sich besinnt und Paul noch warnen will, kommt seine Einsicht zu spät, Paul wird bei einem Fluchtversuch, wie es heißt, erschossen.
Albert wird aus dem Gefängnis entlassen und stellt sich die Frage, warum die weiteren Geiseln inhaftiert bleiben. Die Antwort findet er in Louise‘ Beschuldigung, Paul verraten zu haben, und dem Eingeständnis seiner Mutter. Albert begibt sich daraufhin zum Bahnhof, wo von Keller gerade auf Lambert einwirkt, Pauls Beerdigung beizuwohnen und Louise unauffällig nach den Komplizen ihres Bruders auszuhorchen. Als Albert in Lamberts Büro stürmt, erschießt dieser sich, da ihm inzwischen klar geworden ist, was er angerichtet hat. Albert wird daraufhin von den Deutschen verhaftet, da man ihm vorwirft, Lambert ermordet zu haben. Er besteht darauf, sich vor Gericht selbst zu verteidigen. Da ihm seine vorbereitete Rede abhandenkommt, überrascht der normalerweise schüchterne Lehrer mit einer beeindruckenden Rede aus dem Stegreif. Er prangert die Feigheit derer an, die zusammenarbeiten und richtet seinen Appell, mutig zu sein, an jeden Einzelnen. Als der Prozess bis zum nächsten Tag unterbrochen wird, besucht von Keller den Lehrer in seiner Zelle und bietet Albert an, einen angeblich von Lambert geschriebenen Abschiedsbrief auftauchen zu lassen, wenn er seine Rede vor Gericht nicht weiter fortsetze. Von Keller hat erkannt, welche Gefahr von Alberts Ausführungen ausgeht. Tatsächlich erwägt Albert, dem Ansinnen von Keller nachzukommen, bis zu dem Moment, da ein Blick aus seinem Zellenfenster auf seinen Freund Sorel und die neun anderen Geiseln fällt, die gerade einem Erschießungskommando zugeführt werden. Als Albert den Namen seines Freundes ruft, lächelt dieser ihm sogar noch aufmunternd zu, bevor er mutig dem Tod ins Auge blickt.
Am nächsten Tag legt der Staatsanwalt dem Gericht Lamberts angeblichen Abschiedsbrief vor, der von Albert jedoch als Fälschung angeprangert wird. Mutig erklärt er, dass der Gerichtssaal inzwischen der einzige Ort sei, wo man noch Redefreiheit genieße. Er bekräftigt, dass Paul ein Held gewesen und Sabotage die einzige Möglichkeit sei, die das Volk eines besetzten Landes noch habe, um Widerstand gegen Unrecht zu leisten. Er nennt die Namen der Kollaborateure, deren Motiv Eigennutz ist und bekennt seine Liebe zu Louise. Die Geschworenen plädieren auf nicht schuldig und Albert kann seine Arbeit an der Schule wieder aufnehmen. Der Lehrer geht nun dazu über, seinen Schülern von dem Mut derer zu berichten, die lächelnd in den Tod gehen, wie beispielsweise sein Freund Sorel, und liest ihnen auch aus dem Dokument „Déclaration des Droits de l’Homme et du Citoyen“ vor. Als die Deutschen kommen, um ihn zu verhaften, übergibt Albert die Schrift Louise, die weiterliest.

## Produktion

### Produktionsnotizen, Hintergrund
Produktionsfirma war RKO Pictures. Gedreht wurde im Zeitraum 11. Oktober bis 11. Dezember 1942 mit Nachdreh am 18. Dezember 1942. Obwohl in der Eröffnungssequenz des Films als Standort nur angegeben wird „Irgendwo in Europa“, ist klar, dass Renoirs französische Heimat die Kulisse bildet. Renoir empfahl den Film mit den Worten: Speziell den Amerikanern zu empfehlen, um zu zeigen, dass das tägliche Leben in einem besetzten Land nicht so einfach ist, wie einige von Ihnen denken.
Neben Dudley Nichols war laut Hollywood Reporter auch Jean Renoir am Drehbuch beteiligt, was Renoir auch bestätigte. Der Regisseur führte aus, er habe den Film gedreht, weil ihn Prahlereien französischer Exilanten verärgert hätten, die sich in Sicherheit in Los Angeles befänden, und um wie viel mutiger man habe sein müssen, Widerstand zu leisten, wenn man in Frankreich gelebt habe. Renoir und Nichols waren zuvor bereits an dem Film Swamp Water beteiligt. Die Männer schätzten sich sehr. Renoir brachte seinen langjährigen Mitarbeiter, den Produktionsdesigner Eugène Lourié mit.
Der Oscar, der dem Film in der Kategorie „Bester Ton“ verliehen wurde, war der einzige Oscar, der je an einen Film von Renoir ging. Der Regisseur selbst erhielt 1974 einen Ehrenpreis für seine Leistungen rund um den Film, eine verspätete Geste an einen legendären Filmemacher, der für etliche Meisterwerke steht.

### Besetzung
Für Renoir war Laughton der Wunschkandidat für die Hauptrolle. Bei einem Treffen fanden sie schnell zusammen und wurden Freunde. Laughton sagte über seine Rolle, sie stehe für unzählige verwirrte so genannte kleine Leute in Europa, die sich jemandem beugen müssen, den sie hassen und nicht verstehen können. Als Gegenspieler zu Laughtons Part hätte Renoir gern seinen Freund Erich von Stroheim gehabt, der jedoch wegen anderer Verpflichtungen absagte, woraufhin Walter Slezak besetzt wurde. Slezak, der mit Laughton zusammen den Zug nach Kalifornien nahm, hatte eine Kopie des Drehbuchs dabei, das Laughton während der Nachtfahrt in einem Zug durchlas. Er war begeistert und ließ das den Chef des RKO Studios in einem Telegramm wissen, indem er schrieb: Was für eine gewaltige Herausforderung für einen müden alten Schmierenkomödianten.
Laughton und Maureen O’Hara, die für den weiblichen Part ausgesucht worden war, waren seit den Verfilmungen Der Glöckner von Notre Dame und Riff-Piraten dafür bekannt, dass die Chemie zwischen ihnen stimmte und das Publikum das ebenso empfand. Und das erwies sich auch im Film This Land Is Mine. Zudem war O’Hara eine der beliebtesten Schauspielerinnen ihrer Zeit. George Sanders, der hier einen ambivalenten Part spielt, war am besten für seine zynischen Rollen bekannt.

### Soundtrack
Die deutschen Soldaten einen Text von Heinrich Heine singen zu lassen, der im Nationalsozialismus verfemt war, und dessen Bücher als undeutsch 1933 der Bücherverbrennung zum Opfer fielen, ist ein subtiler Schachzug Renoirs. Heines Werke waren seinerzeit jedoch so populär, dass sie noch veröffentlicht wurden, allerdings mit dem Vermerk „Verfasser unbekannt“.
- Die Lore-Ley, Melodie (1837): Friedrich Silcher, Text (1824): Heinrich Heine
  - Vortrag: Ken Smith auf dem Akkordeon, gesungen von deutschen Soldaten

### Lux Radio Theatre
Charles Laughton und Maureen O’Sullivan spielten ihre Rollen in einer Sendung des Lux Radio Theatres am 24. April 1944 erneut.

### Veröffentlichung
Der Film, der die Arbeitstitel The Children und sodann Mr. Thomas trug, wurde am 7. Mai 1943 in den USA gleichzeitig in 72 Kinos in fünfzig Hauptstädten aufgeführt. Die Termine wurden über den Radiosender WLW in Cincinnati, Ohio, ausgestrahlt. Im Hollywood Reporter war später zu lesen, dass die gleichzeitigen Aufführungen mit ihren Bruttoeinnahmen am Eröffnungstag einen neuen Branchenrekord aufgestellt hätten.
Am 27. Mai 1943 lief der Film dann in New York und allgemein in den Kinos der USA an. Veröffentlicht wurde er 1943 auch in Mexiko und Argentinien, und 1944 in Australien und Schweden. 1946 wurde er erstmals in Frankreich und in Italien gezeigt und 1947 in Dänemark sowie 1954 in Portugal. In Finnland war er 1967 als Erstausstrahlung im Fernsehen zu sehen, ebenso 1977 in Spanien und am 28. Mai 1979 in der Bundesrepublik Deutschland.
Gezeigt wurde er zudem in Belgien, Brasilien, Griechenland, Ungarn, Norwegen, Polen, der Sowjetunion und in Jugoslawien.

## Kritik
Auf Filmplakaten der damaligen Zeit war zu lesen: Von Presse und Publikum bejubelt. Die vitale, pulsierende Geschichte des unbeugsamen Mutes eines Menschen. Charles Laughton in seiner größten Rolle seit Meuterei auf der Bounty. Maureen O’Hara in ihrer besten Rolle seit Schlagende Wetter.
Bosley Crowther lobte in der New York Times: In einem aufrichtigen und verantwortungsvollen Versuch die melodramatischen Aspekte der Besetzung eines fremden Landes durch die Nazis aufzuzeigen und zu vergegenwärtigen, welche Konflikte die Beschneidung der Freiheit durch Tyrannei in der menschlichen Seele auslöst, haben Jean Renoir und Dudley Nichols einen vom gesunden Verstand getragenen, couragierten Film gedreht, bei dem nur der Titel auf gelegentliche Gewalt verweist. Crowther empfiehlt den Film vor allen denjenigen, die einen kleinen Ruck brauchten, um sich zu erinnern, wie kostbar Freiheit sei, aber auch denjenigen, die sich für eine sauber und reif erzählte Geschichte interessieren würden. Die Handlung zeige den entscheidenden Unterschied zwischen denen auf, die sich Tyrannen unterwerfen würden, und denen, die das nicht tun. Offenbart werde auch, dass es nicht immer die Sanftmütigen oder die auf den ersten Blick nicht so beeindruckenden Menschen seien, die sich nicht widersetzen würden, sondern im Gegenteil sich unter ihnen einige befinden würden, die in einem Moment der Krise die innere Stärke aufbringen würden, mutig zu sein. Schwer sei es allerdings anzunehmen, dass die Nazis einen Mann toleriert hätten, der vor Gericht frei hätte sprechen können. Wann hätten die Nazis je die Hoheit der Gerichte respektiert? Nicht so gut kam Charles Laughtons in der Beurteilung seiner Leistung in diesem Film weg.
Auf der Seite der Bischofskonferenz der Vereinigten Staaten war die Rede von einer patriotischen Geschichte einer von den Nazis besetzten Stadt in Europa. Weiter hieß es: Unter der Regie von Jean Renoir werden die anti-nationalistischen Ziele des Films nicht durch die Melodramatik der konstruierten Handlung, sondern durch das ernsthafte Handeln einer guten Besetzung erreicht. Stilisierte Gewalt.
Dennis Schwartz von Ozus Welt Filmkritiken war der Ansicht, der Film leide darunter, dass er ein Kriegspropagandafilmdrama sei und sehr wortreich. Wenn man ihn heute betrachte, sei er nicht sehr inspirierend, was er zu seiner Zeit wahrscheinlich gewesen sei. Auch Schwartz stieß sich neben der Gesprächigkeit des Films daran, dass die Nazis es Laughtons Figur wohl kaum erlaubt hätten in einem ihrer Gerichtssäle so freimütig zu sprechen, das wecke Zweifel an der Glaubwürdigkeit.
Derek Smith von Cinematic Reflections sprach von einem unterschätzten Meisterwerk Renoirs, das allein schon wegen seiner brillanten Spielregeln, die es aufstelle, in Verbindung mit Humanismus und Sozialkritik, seine Wirksamkeit entfalte. Renoir präsentiere die verschiedenen Denkweisen durch unterschiedliche Charaktere und zeichne anhand seiner Figuren auf wie es wirklich sei, erobert zu werden, und weise darauf hin, dass die Bürger der besetzten Länder für den Aufstieg des Dritten Reiches ebenso verantwortlich seien wie die Nazis selbst. Charles Laugthons Leistung hebe den Film auf ein neues Level. Seine nahtlose Verwandlung vom unbeholfenen Feigling zum würdigen Patrioten komme mit so natürlicher Anmut und Finesse daher, dass man ihn unterstützen möchte wie einen Freund. Renoirs zurückhaltender Stil und die abgerundete Gruppe von Charakteren kreierten ein Porträt von Underground-Revolution, geheimen Machenschaften und Feigheit und Mut im Angesicht eines subtil bösen Feindes.
Glenn Erickson schrieb, Jean Renoir, ein großes Talent, sei einer der angesehensten Emigranten gewesen und sein Projekt This Land Is Mine sei überlegte Propaganda gegen die Nationalsozialisten. In Zusammenarbeit mit Dudley Nichols und Eugène Lourié verlasse Renoir sich nicht nur auf die Darstellung von Feindseligkeiten, um seinen Standpunkt zu verdeutlichen. Stattdessen nutze er die Fähigkeit des Schauspielers Charles Laughton, starke Emotionen beim Publikum hervorzurufen. Die Wiedervereinigung Laughtons mit seinem Co-Star aus Der Glöckner von Notre Dame Maureen O’Hara dramatisiere das erbitterte patriotische Bedürfnis der besetzten Länder, ihren Eroberern zu widerstehen, zusätzlich. Raffiniert sei der Aspekt des Drehbuches, den von Walter Slezak verkörperten Major von Keller weder als Ideologen noch als Sadisten darzustellen, wie es in Kriegsfilmen oft der Fall sei. Charles Laughtons Leistung in seiner Rolle sei ein Paradebeispiel für beeindruckende Schauspielkunst. Die Geschichte sei praktisch um sein Talent herum aufgebaut. Der Film biete ein proaktives Plädoyer für Menschlichkeit und Gerechtigkeit und Widerstand gegen das Böse.

## Auszeichnung
Stephen Dunn wurde auf der Oscarverleihung 1944 für seine Arbeit im Film in der Kategorie „Bester Ton“ mit einem Oscar ausgezeichnet.